# Nonne allemande
Le pigeon nonne allemande (deutsches Nönnchen) est une race de pigeon domestique qui compte parmi les plus anciennes du monde allemand, au moins depuis le début du XVIIe siècle.

## Description
La nonne allemande est un pigeon de forme gracieuse, plutôt petit et vigoureux. Sa tête est ronde avec des yeux à l'iris perlé et avec ou non une petite coquille. Son bec moyen est légèrement courbé vers le bas. Il a le cou court et droit, le poitrine arrondie et large bien proéminente. Ses ailes droites reposent sur la queue. Ses pattes sont courtes et lisses. Les variétés de plumage sont noir, bleu, argenté, lavande, rouge et jaune, rouge cendré et cuivré. Les coloris se retrouvent sur la tête, la bavette, la queue et les rémiges primaires. Le reste du corps est blanc. Il existe des variétés à tête lisse et des variétés à coquille.

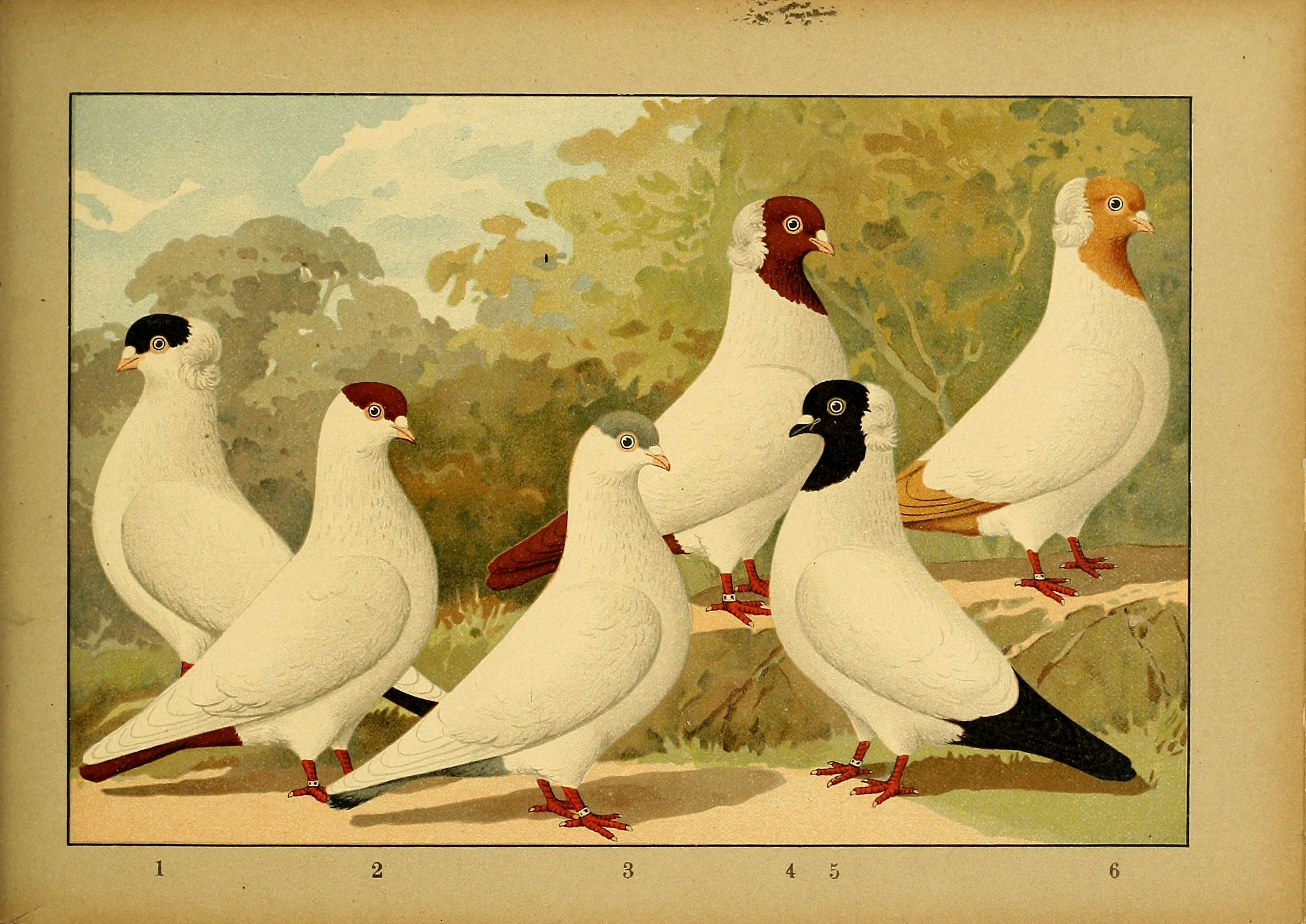
Illustration de 1906